# ОШ „Мајка Југовића” Земун
ОШ „Мајка Југовића” је основна школа у Београду. Налази се у улици Градски парк бр. 9, у општини Земун. Ово је најстарија српска школа у Земуну и једна од најстаријих у Београду. Основана је 1745. године.

## Историјат
ОШ „Мајка Југовића” наставља традицију најстарије српске школе Земуна. Не може се са сигурношћу утврдити датум настанка прве школе за српске ђаке. У историјским изворима се појављују датуми који почетак школства у Земуну везују за период од 1720-1725. Земунска православна општина добила је 1745. године дозволу за подизање Николајевске цркве у чијој порти је отворена Општа српска основна школа за подизање младежи. Ова година се сматра почетком образовања у Земуну и почетком рада ОШ „Мајка Југовића”.
Српска мешовита школа у Доњем граду саграђена је у близини црквеног здања Богородичине цркве. Овде се школовао и један од најзначајнијих песника српске књижевности Бранко Радичевић.
Пошто није била довољно велика, 1822. године саграђена је нова зграда школе у којој је основана и Славеносербска библиотека земунска, једна од најстаријих у Србији. Традицију ове библиотеке данас наставља земунска Библиотека „Свети Сава”. У истој згради, 1840. или 1842. године је основана и Прва српска женска школа у Земуну и једна од првих код Срба уопште.
У књизи Рудолфа Хорвата о Срему је фотографија те школе за коју је наведено да је то Виша девојачка школа. Почетком 20. векa, да би се обезбедили повољнији услови за рад школе, Српска православна црквена општина је подигла нову зграду у старом језгру Земуна – Дом српске православне цркве. Зграда је била једна од најлепших у граду и у њој је Српска школа радила до почетка Првог светског рата. Све време трајања Првог светског рата Српска школа је, сачувала национални и верски карактер и допринела заштити српских интереса. Стварањем нове државе, Краљевине Срба, Хрвата и Словенаца, настале су промене у раду и организацији основних школа. Српска школа је постала државна, а учитељи државни чиновници. Школа је радила до почетка Другог светског рата када је њене просторије запосела немачка војска, која је један део зграде претворила у затвор. До завршетка рата школа је променила неколико локација, али је радила и у условима окупације. Када су јединице НОВЈ ослободиле Земун 22. октобра 1944. године школску зграду је заузела војска и за своје потребе је користила све до 1953. године.
Основна школа „Мајка Југовића” је основана 1949. године и радила је у Улици Тошин бунар бр. 17. Крајем 1953. године Народни одбор општине Земун је донео одлуку да се у Дому српске православне црквене општине отвори основна школа са називом Осмогодишња школа „Душан Вукасовић Диоген”. Школа је самостално радила од 1954. до 1969. године када је интегрисана са ОШ „Гоце Делчев” . У исто време смањиван је и број полазника у ОШ  „Мајка Југовића”, те је и она припојена ОШ „Гоце Делчев”. ОШ „Гоце Делчев” од 1. септембра 1956. године почиње са радом у Градском парку.
Од 1993. године школа носи званични назив једне од интегрисаних школа „Мајка Југовића”. Школа данас ради у згради која је саграђена 1899. године према плановима архитекте Јанка Хољца. Зграда је изграђена у духу историцизма и сецесије. Због свог значаја и архитектуре, зграда је под заштитом државе као споменик културе.

## Школа данас
Рад у школи је организован у две смене. Школа има 35 одељења. 
 Школа има 17 учионица класичног типа, 3 кабинета и једну дигиталну учионицу. За потребе физичког васпитања користи се сала за фискултуру која се налази у склопу школе. Од страних језика у школи деца уче енглески и италијански.

## Бивши ученици
Школу су похађали многи познати научници, уметници и спортисти. Неки од њих су:
- Исидора Секулић
- Зорица Бајин-Ђукановић
- Владимир Пиштало
- Момчило Бајагић-Бајага
- Саша Локнер
- Петар Јелић
- Мерима Његомир
- Немања Радуловић
- Зоран Модли
- Војислав Недељковић
- Ана Ивановић
- Владимир Мандић
- Новица Величковић
- Тихомир Арсић
- Љиљана Благојевић
- Синиша Ћопић